# Éric Hérenguel
Éric Hérenguel, né le 20 octobre 1966 à Douai, est un auteur de bande dessinée et scénariste de film français.

## Biographie
Éric Hérenguel commence sa carrière en 1986 sur des histoires courtes de Jean-Pierre Croquet dans le journal Tintin. Quand celui-ci cesse de paraître, Hérenguel passe deux ans dans une agence de publicité. Son premier album publié est Carnivores, sur un scénario de Jean Wacquet. Il succède ensuite à Laurent Vicomte pour dessiner le second cycle de la Balade au bout du monde de Pierre Makyo.
Désireux de s’impliquer davantage dans le scénario, il propose à Dieter d’adapter Les Mémoires d’Edward John Trelawnay. Ils transposent le récit dans un univers de science-fiction, faisant de cette série de trois albums une bande dessinée steampunk.
En 1999, il se lance seul dans Krän, une série d'heroic fantasy. Éric Hérenguel a aussi collaboré au magazine Lanfeust Mag avec Kiliwatch. Il publie un western fantastique en deux tomes : Lune d'argent sur providence, récit mélangeant les genres du western et du conte fantastique.
Il signe entre 2010 et 2012 un diptyque avec Christophe Arleston : Nuit Safran, qui s'inscrit dans les Légendes de Troy. Il collabore régulièrement avec la société Ankama pour des illustrations de cartes à jouer sur le monde de Wakfu TCG et coécrit depuis 2009 des scripts avec Anthony Roux (créateur de Dofus/Wakfu) pour le dessin animé Wakfu saison deux. Il a notamment participé à l'écriture de l'épisode bonus de la saison une Noximilien l'horloger, épisode réalisé au Japon par la société d'animation franco-japonaise Ankama Japan et il a coécrit avec Anthony Roux les épisodes 2, 3 et 4 de Wakfu saison 2.
En 2012, il écrit les épisodes des comics Remington (épisodes 5 à 8), Kérubim (deux tomes avec Julen Ribas) et Steamer ; pour cette série, il en crée les dessins.
En janvier 2015 sort le premier tome du diptyque Ulysse 1781 sur un script de Xavier Dorison. Éric Hérenguel est crédité comme le co-scénariste (avec Anthony Roux) sur l'épisode spécial Noximilien l'horloger et des épisodes 2, 3 et 4 de la deuxième saison de la série télévisée d'animation Wakfu.
Créateur de la série "the kong crew" publié en albums couleurs entre 2019 et 2024 chez Ankama et en noir et blanc chez Caurette éditions. The kong crew est une dystopie dont le concept de départ est " si kong avait gagné la bataille contre l'air force en 1933, que serait il advenue de Manhattan 15 ans après l'évacuation en urgence de sa population."

## Albums
- Carnivores (scénario de Jean Wacquet, éd. Zenda)
  1. Terry (1991)
  2. Xiao (1992)
- Balade au bout du monde (scénario de Pierre Makyo, éd. Glénat)
  1. Ariane (1992)
  2. A-Ka-Tha (1993)
  3. La Voix des maîtres (1994)
  4. Maharani (1995)

17. Épilogue, avec Claude Pelet (dessin), 2012,
- Edward John Trelawnay (scénario de Dieter, éd. Delcourt)
  1. Le Voyage du Starkos (1997)
  2. Princesse Zéla (1998)
  3. L'Ultime Combat (1999)
- Krän (éd. Vents d'Ouest)
  1. Les Runes de Gartagueul (1999)
  2. Le Walou Walou ancestral (2000)
  3. Gare aux garous (2001)
  4. Le Grand Tournoi (2001)
  5. L'Invasion des envahisseurs (2002)
  6. L'Encyclopédie de Krän (2003)
  7. La Princesse Viagra (2005)
  8. The key quête quouest ouane (2006)
  9. The key quête quouest tou (2009)
  10. Viva Lastrépasse (2010)
- Kerozen & Gazoleen t. 1 : Hyper Espace Blues (scénario avec Damien Marie, dessin de Kiem, Soeil) (2003)[4]
- Krän Univers (scénario d'Éric Hérenguel, dessin de Pierre Loyvet, éd. Vents d'Ouest)
  1. Coup de mou chez les durs (2006)
  2. Ultimate d.t.c. (2007)
  3. Love lovemidou (2009)
  4. Kompil' dans ta Face (2010)
- Lune d'argent sur Providence (éd. Vents d'Ouest)
  1. Les Enfants de l'abîme (2005)
  2. Dieu par la racine (2008)
- Légendes de Troy - Nuit Safran (éd. Soleil), scénarios Arleston.
  1. Albumen l'éthéré (2010)
  2. La Vengeance d'Albumen (2012)
  3. Kerubim, t. 1 : dessin Julen, script Hérenguel (2013)
- Ulysse 1781 (deux tomes) Éd. Delcourt. Scénario : Xavier Dorison
- Kiliwatch (2016, éd. Caurette, 80 p.,  (ISBN 979-10-96315-02-4))
- The Kong Crew (éd. Caurette) (comic books en anglais noir et blanc)
  - Ep 1 "Manhattan Jungle" (2018)
  - Ep 2 "Worse than Hell" (2019)
  - Ep. 3 "Hudson Megalodon" (2021)
  - Ep. 4 "Teeth Avenue" (2022)
  - Ep. 5 "Upper Beast Side" (2023)
  - Ep. 6 "Central Dark" (2024)
  - Ep. 7 "Blast Exit!" (2025)
- Pilote 18 éditions Glénat, avec Pat Perna Chris Pinon.
- Remington : épisodes # 5 à 8, avec dessins de Dae jin (auteur coréen)
- Remington : Arcs 3 et 4, dessin Julen Ribas
- The Kong Crew (éd. Ankama) (édition couleur en français réunissant les comics Caurette)
  1. Manhattan Jungle[5] (2019) (ISBN 979-1-03-351127-4)
  2. Hudson Mégalodon (2021) (ISBN 979-1-03-351330-8)
  3. Central Dark (2024)  (ISBN 979-10-335-1727-6)
- The Kong Crew - Tirage de luxe (septembre 2021, éd. Caurette, 152 p.,  (ISBN 979-10-96315-46-8))
- Go west young man (novembre 2022, éd. Bamboo), scénario : Tiburce Oger
- The Kong Crew - Intégrale (en noir et blanc) (décembre 2024, éd. Caurette,  (ISBN 978-2-38289-135-3))